# ロスト・イン・ラヴ (エア・サプライのアルバム)
| 専門評論家によるレビュー | 専門評論家によるレビュー |
| レビュー・スコア         | レビュー・スコア         |
| 出典                     | 評価                     |
| ------------------------ | ------------------------ |
| Allmusic                 | [ 1 ]                    |

『ロスト・イン・ラヴ』 (Lost in Love) は、オーストラリアのソフトロックバンド、エア・サプライによる5枚目のアルバムで、1980年3月にリリースされた。前作までの4枚のアルバムは、オーストラリア国外で注目を浴びることはなかったが、「ロスト・イン・ラヴ」は世界中のチャートで大きな成功を収めた。アメリカでは22位に達し、トップ5に入るシングルが3曲も収録された。アルバムは300万枚以上を売り上げ、マルチ・プラチナ認定を果たした。

## 概要
ヒットシングルには、1980年5月にアメリカのチャートで3位となったタイトルトラック「ロスト・イン・ラヴ」を含んでいる。この曲は、彼らの代表曲であり、ラッセル・ヒッチコックもお気に入りの曲に挙げている。シングル「オール・アウト・オブ・ラヴ」は、アルバムからの最大のヒット曲となり、全米2位を獲得した。この曲もエア・サプライで最も有名な曲と位置づけられている。シングル「ときめきの愛を」は、全米5位に達し、アルバムからは3つのシングルがトップ5入りを果たした。シングルとしてはリリースされなかったが、「チャンセズ」もバンドのコンピレーションアルバムのほとんどに収録されている。ディスコソングの「ジャスト・アナザー・ウーマン」は、このアルバムでオリジナルがリリースされ、1980年代にマレーシアでヒットした。

## 制作
アルバムは、プロデューサーのクライヴ・デイヴィスのおかげで一般のあいだでも人気となり、バンドはアメリカでリースするというアリスタ・レコードとアメリカでもリリースするという新しい契約を交わした。本作は、アメリカのチャートを揺るがしたエア・サプライ初のアルバムである。

## 反応
このアルバムがリリースされたことにより、エア・サプライは多くのファンを獲得し、「最も成功したポップグループ」、「1981年のベストグループ」と位置づけて考えられるほどにもなった。批評家は、このアルバムを次作の『シーサイド・ラヴ』と共に彼らの最高傑作だと賞賛した。

## 収録曲
1. ロスト・イン・ラヴ - Lost in Love (Graham Russell) - 3:51
2. オール・アウト・オブ・ラヴ - All Out of Love (Graham Russell, Clive Davis) - 3:59
3. ときめきの愛を - Every Woman in the World (Dominic Bugatti, Frank Musker) - 3:33
4. ジャスト・アナザー・ウーマン - Just Another Woman (Graham Russell) - 3:51
5. ハヴィング・ユー・ニア・ミー - Having You Near Me (Graham Russell, Rex Goh, Clive Davis) - 3:50
6. アメリカン・ハーツ - American Hearts (Graham Russell, Frank Musker, Clive Davis) - 3:13
7. チャンセズ - Chances (Graham Russell) - 3:31
8. オールド・ハビッツ・ダイ・ハード - Old Habits Die Hard (Criston Barker, David Moyse) - 3:03
9. 燃えない心 - I Can't Get Excited (Graham Russell) - 5:01
10. マイ・ベスト・フレンド - My Best Friend (Graham Russell) - 2:32

## 担当

### エア・サプライ
- ラッセル・ヒッチコック: ヴォーカル
- グラハム・ラッセル: リズムギター、バッキングヴォーカル
- フランク・エスラー・スミス: キーボード、オーケストレーション
- デイヴィッド・モイーズ: ギター、ベース、バッキングヴォーカル
- ラルフ・クーパー: ドラム、パーカッション

### アディショナルミュージシャン
- サム・マクナリー: キーボード
- クリストン・ベイカー: ベース、ヴォーカル
- トミー・エマニュエル: ギター
- カール・チャンドラー: チューバ
- トミー・ダッサロ: トライアングル、ヴォーカル

### その他
- アレンジ - エア・サプライ、バリー・ファスマン、ハリー・マスリン&ロビー・ポーター

## プロダクション
- クライヴ・デイヴィス: エグゼクティブ・プロデューサー
- プロデュース - リック・チャートフ、チャールズ・フィッシャー、ハリー・マスリン、ロビー・ポーター
- エンジニア - マーティン・ハリントン、リチャード・ラッシュ、ピーター・ウォーカー、ウィリアム・ウィットマン、アレン・ゼンツ
- アシスタントエンジニア - ジョン・ヴァンネスト
- ミキシング - ジム・ヒルトン、アレン・ゼンツ
- ミキシングアシスタント - リンダ・コービン
- マスタリング - ジョン・ゴールデン